# Bussolengo
Bussolengo is een gemeente in de Italiaanse provincie Verona (regio Veneto) en telt 18.266 inwoners (31-12-2004). De oppervlakte bedraagt 24,3 km², de bevolkingsdichtheid is 752 inwoners per km².
De volgende frazioni maken deel uit van de gemeente: San Vito.

## Demografie
Bussolengo telt ongeveer 7003 huishoudens. Het aantal inwoners steeg in de periode 1991-2001 met 17,5% volgens cijfers uit de tienjaarlijkse volkstellingen van ISTAT.
| Jaar | Inwoneraantal |
| ---- | ------------- |
| 1991 | 14.453        |
| 2001 | 16.986        |

## Geografie
De gemeente ligt op ongeveer 127 m boven zeeniveau.
Bussolengo grenst aan de volgende gemeenten: Castelnuovo del Garda, Lazise, Pastrengo, Pescantina, Sona, Verona.

## Geboren
- Francesco Bellotti (1979), wielrenner
- Daniele Pietropolli (1980), wielrenner
- Tomas Alberio (1989), wielrenner
- Diego Coppola (2003), Italiaans-Nederlands voetballer

## Externe link

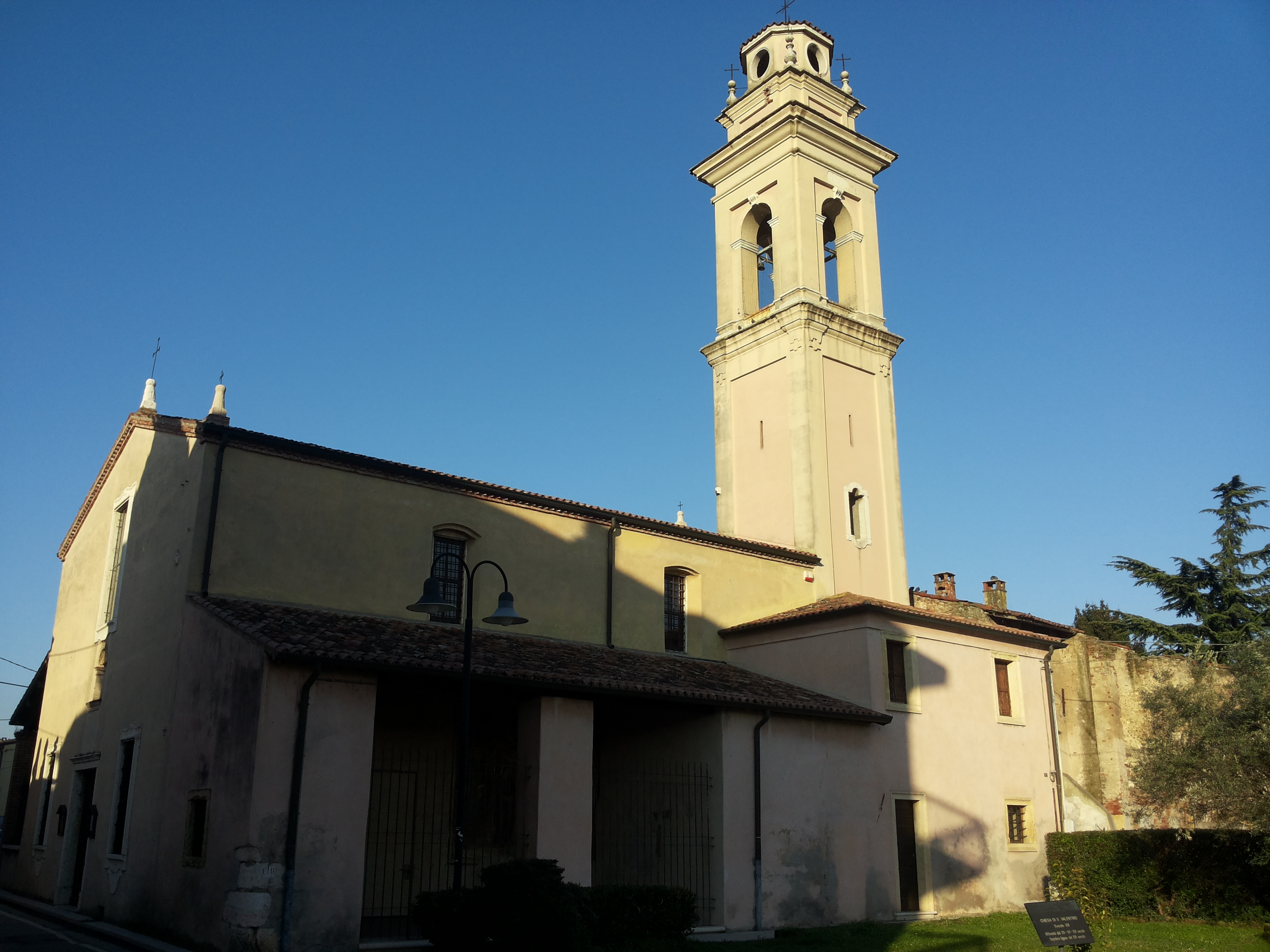
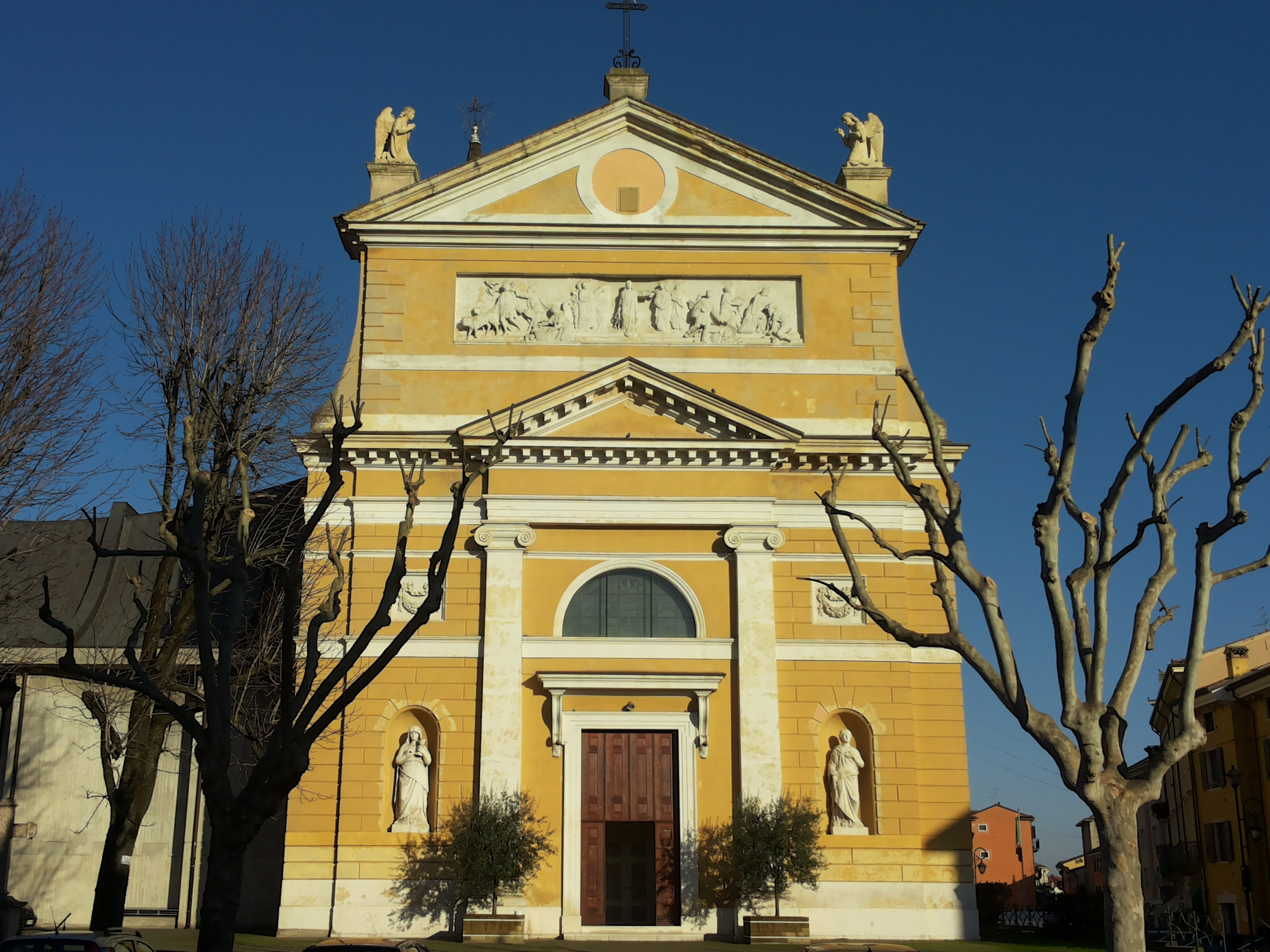
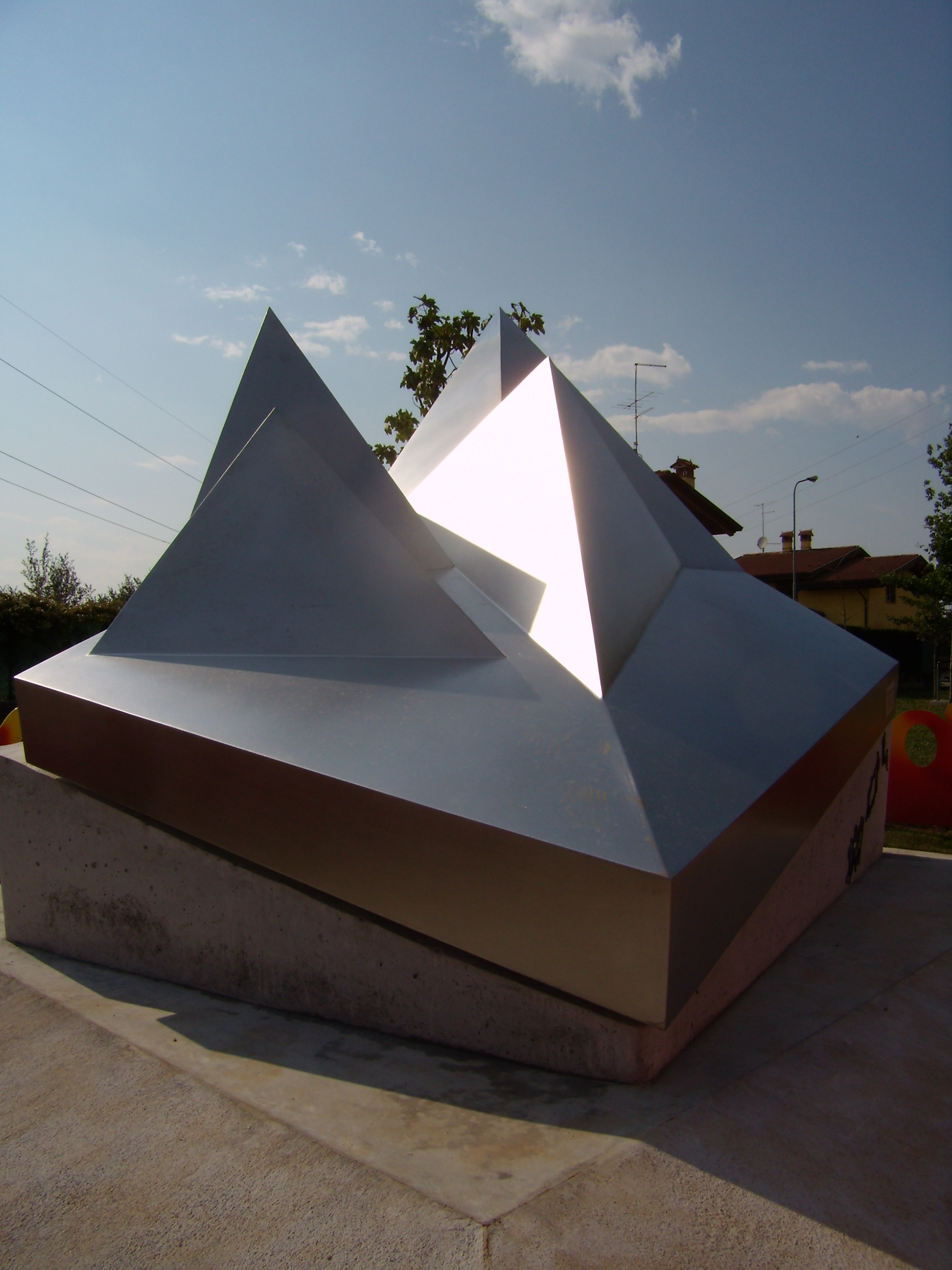